# 塞莱韦尼
塞莱韦尼，是匈牙利亚斯-瑙吉孔-索尔诺克州所辖的一个村，总面积45.39平方公里，总人口1067，人口密度23.5人/平方公里（2010年1月1日）。